# Droga krajowa nr 44 (Węgry)
Droga krajowa nr 44 (węg. 44-es főút) – droga krajowa w komitatach Bács-Kiskun, Jász-Nagykun-Szolnok i Békés w południowo-wschodnich Węgrzech. Długość - 130 km. Przebieg: 
- Kecskemét – skrzyżowanie z 5 i z 54
- Tiszaug – most na Cisie
- Cserkeszőlő – skrzyżowanie z 442
- Kunszentmárton – skrzyżowanie z 45
- Szarvas – skrzyżowanie z 443
- Kondoros –
- Békéscsaba (obwodnica) – skrzyżowanie z 47
- Gyula (obwodnica)
- przejście graniczne Gyula – Vărşand na granicy węgiersko-rumuńskiej - połączenie z rumuńską drogą 79A